# ISO 3166-2:ZW

Provinzen in Simbabwe

Die Liste der ISO-3166-2-Codes für  Simbabwe enthält die Codes für die acht Provinzen und die zwei Städte mit Provinzstatus.

Die Codes bestehen aus zwei Teilen, die durch einen Bindestrich voneinander getrennt sind. Der erste Teil gibt den Landescode gemäß ISO 3166-1 (für  Simbabwe ZW), der zweite den Code für die Provinz wieder.
Die aktuellen Codes stehen auf der Seite der ISO unter #iso:code:3166:ZW zur Verfügung.

| Provinz             | Code  |
| ------------------- | ----- |
| Bulawayo1           | ZW-BU |
| Harare1             | ZW-HA |
| Manicaland          | ZW-MA |
| Mashonaland Central | ZW-MC |
| Mashonaland East    | ZW-ME |
| Mashonaland West    | ZW-MW |
| Masvingo            | ZW-MV |
| Matabeleland North  | ZW-MN |
| Matabeleland South  | ZW-MS |
| Midlands            | ZW-MI |

1 Stadt mit Provinzstatus